# Li-Fi

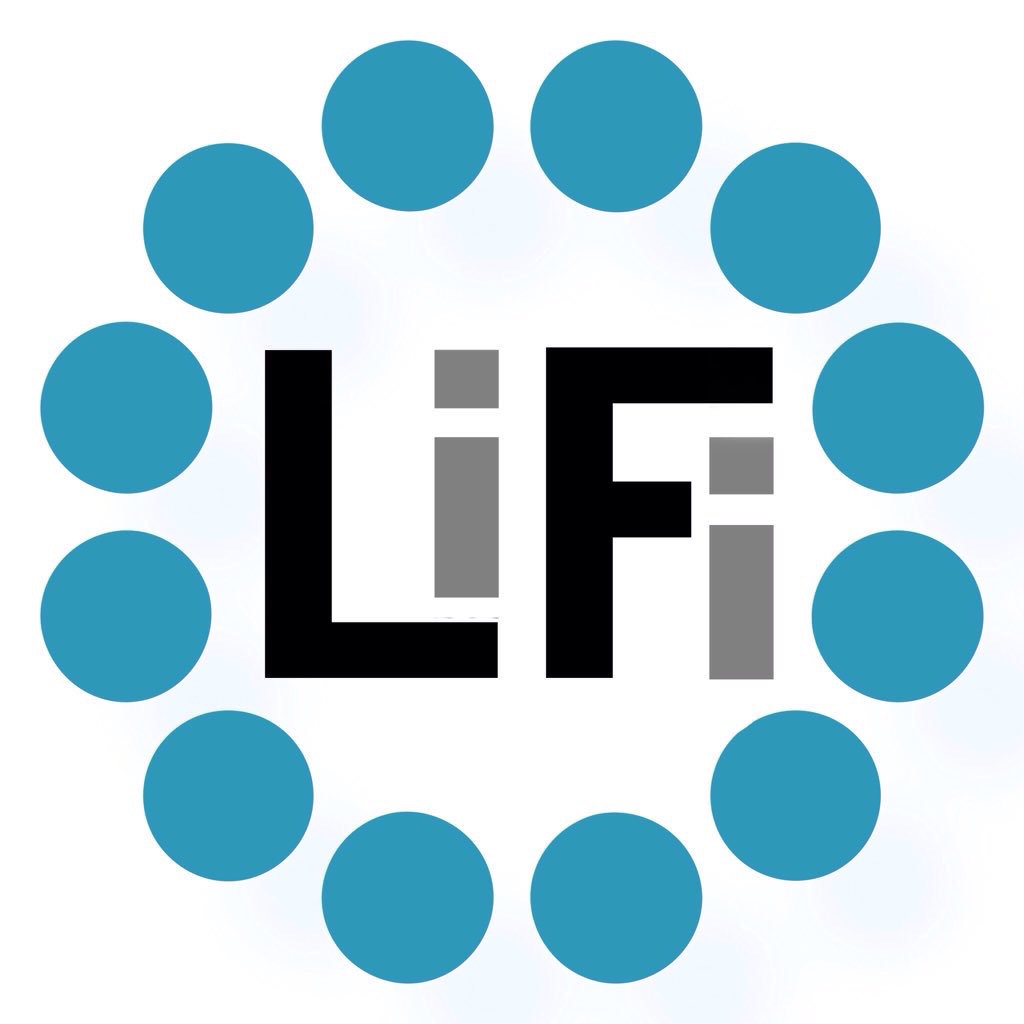
Logo de la technique Light Fidelity (Li-Fi)

Le Li-Fi (ou Light Fidelity) ou transmission par diode électroluminescente est une technique de communication sans fil reposant sur l'utilisation de la lumière visible, de longueur d'onde comprise entre 480 nm (670 THz, bleu-vert) et 650 nm (460 THz, orange-rouge), mais aussi sur la lumière infrarouge (non visible par l'oeil humain). Alors que le Wi-Fi utilise une partie radio du spectre électromagnétique hors du spectre visible, le Li-Fi utilise la partie visible (optique ou Infra Rouge) du spectre électromagnétique. Le principe du Li-Fi repose sur le codage et l'envoi de données via la modulation d'amplitude des sources de lumière (scintillation imperceptible à l'œil), selon un protocole bien défini et standardisé.
Le Li-Fi est un type de système VLC (Visible Light Communication), (transmission par la lumière visible). Il se différencie de la communication par laser, par fibre optique et de l'IrDa par ses couches protocolaires. Les couches protocolaires du Li-Fi sont adaptées à des communications sans fil jusqu'à une dizaine de mètres.

## Origine du nom
Les acronymes Li-Fi et Wi-Fi trouvent leur origine dans le mot Hi-Fi qui est l'abréviation du terme anglophone pour High Fidelity et qui signifie en français « Haute Fidélité ». Le terme Wi-Fi a été utilisé pour Wireless Fidelity (par rétroacronymie basée sur les slogans de la wifi alliance, le terme n'étant pas un acronyme mais seulement un jeu de mots avec Hi-Fi) où le terme Wireless (sans fil) se réfère à l'usage des ondes radio. L'acronyme Li-Fi signifie Light Fidelity où Light se réfère à la lumière. Ce terme a été proposé pour la première fois par Harald Haas (en), professeur de communication mobile à l'université d'Édimbourg, lors de la conférence TED en 2011.

## Historique

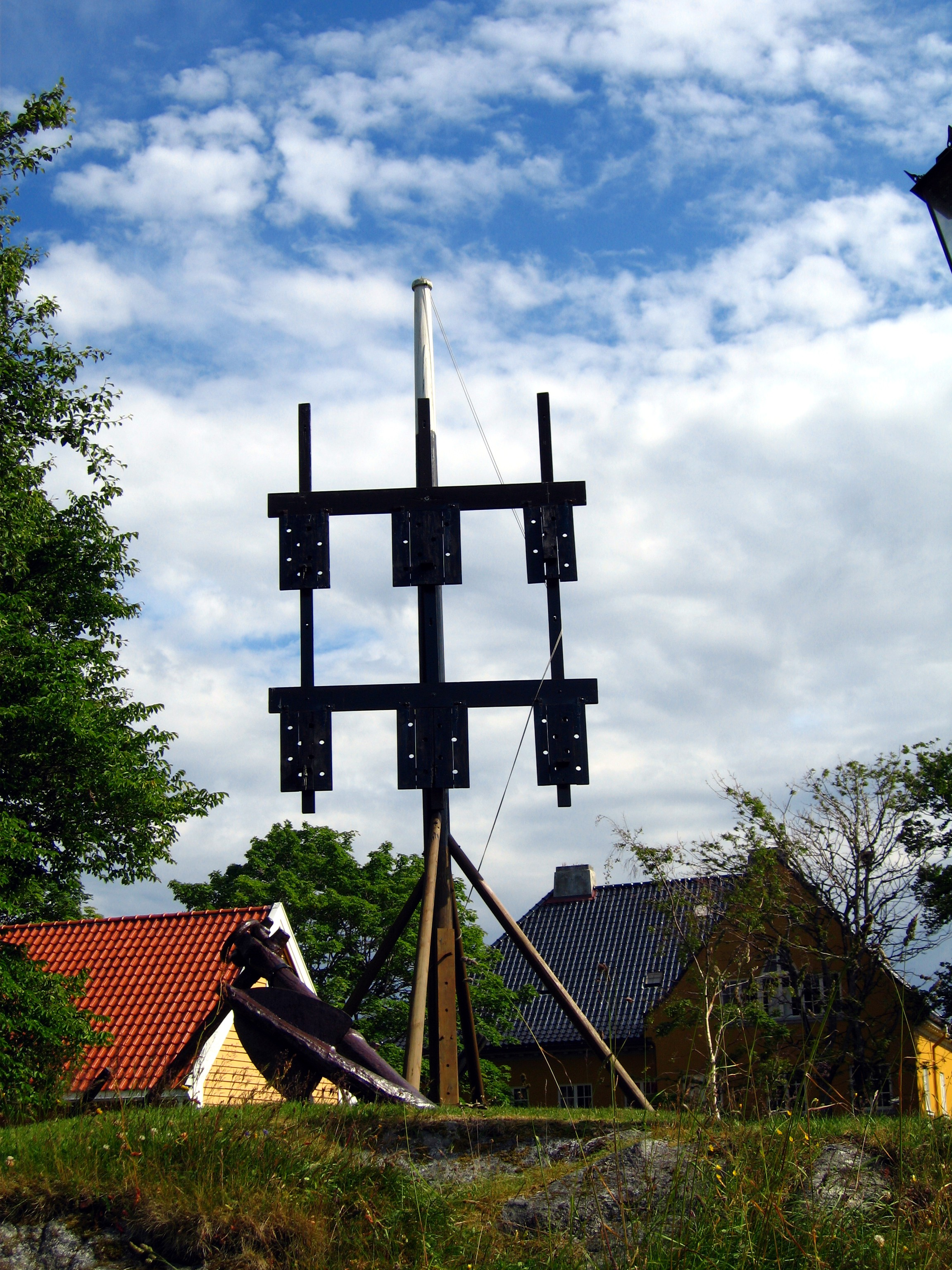
Sémaphore, Ålesund Museum, Norvège.

La première démonstration de communication optique date de 1880 quand Alexander Graham Bell, connu pour l'invention du téléphone, montra son photophone capable de transmettre sur plusieurs centaines de mètres le son de sa voix en utilisant la lumière du soleil. Ce fut la première technique de communication sans fil mise au point, bien avant l'apparition des communications radio qui feront passer aux oubliettes le photophone. Alexander Graham Bell dira à propos de cette invention : « Can imagination picture what the future of this invention is to be? » (« Notre imagination peut-elle nous dire ce que sera le futur de cette invention ? »).
Le développement du Li-Fi est fortement corrélé au développement des diodes électroluminescentes ou LED puisqu'elles sont les seules sources de lumière (avec les lasers) à avoir des capacités de commutations très rapides (jusqu'à un milliard de fois par seconde). Dès 2005, c'est au Japon et en France, que les premières expériences de communications Li-Fi avec des luminaires LED se feront connaître, les précurseurs dans ce domaine étant les chercheurs de l'université Keiō à Tokyo, de l'université d'Édimbourg et ceux de l'université de Versailles-Saint-Quentin-en-Yvelines.
Depuis 2010, avec la généralisation des LED, dont dans le bâtiment, plusieurs acteurs académiques et industriels se lancent dans l'étude et le développement de solutions Li-Fi. Les pistes explorées sont notamment : Smart Lighting Engineering Centre, COWA, UC-Light Centre, université d'Oxford et Fraunhofer Institute.
En France, le laboratoire LISV de l'université de Versailles-Saint-Quentin-en-Yvelines mène depuis 2005 des travaux de recherche dans ce domaine, notamment autour d'applications de communication entre véhicules en utilisant leurs phares à LED. En Écosse, Harald Haas fonde la société PureLifi au sein de l'université d'Édimbourg pour développer sa technologie.
La première application du Li-Fi est sa version monodirectionnelle bas débit, appelée aussi "VLC" ou Visual Light Communication. Elle permet de géolocaliser les personnes à l'intérieur des bâtiments grâce à une signature lumineuse unique à chaque luminaire captée sur un dispositif mobile dédié. De nombreux grands groupes et des start-ups travaillent sur la commercialisation de ces solutions.
À Paris, à l'occasion d'une conférence, France Télévisions et une start-up ont fait une présentation publique de cette technique avec des démonstrations de streaming audio et vidéo de programmes du groupe public.
En avril 2016, EdF lance un projet expérimental d'éclairage extérieur Li-Fi dans le quartier Camille Claudel de Palaiseau.
En février 2018 se tient au Palais Brongniart la première édition du Global LiFi Congress, congrès international dédié au LiFi et visant à permettre aux chercheurs et industriels créer des synergies pour développer le LiFi.
En juillet 2024, il est annoncé qu'Ariane 6 est équipée de la technique LIFI, pour des communications sécurisées à la vitesse de la lumière.

## Principe de fonctionnement
Un système Li-Fi est composé de deux blocs principaux : un bloc d'émission et un bloc de réception entre lesquels s’intercale le canal optique. Le cheminement des données à transmettre est alors le suivant :
- Les données numériques à transmettre sont d’abord encodées pour rendre la transmission plus robuste aux dégradations causées par le canal optique.
- Ces données codées, alors sous forme de signal électrique sont converties en signal lumineux grâce à un circuit électronique pilotant une ou plusieurs LED. Plus précisément, ce circuit électronique permet de faire varier l’intensité lumineuse des LED en fonction des données à transmettre. La modulation utilisée est donc une modulation d'intensité, dont l'exemple le plus simple est la modulation On-Off Keying (OOK) où des 0 et des 1 logiques sont transmis, par exemple selon le codage Manchester.
- La lumière émise se propage ensuite dans l’environnement et subit des déformations dues par exemple aux obstacles, aux conditions météorologiques... Cet environnement et les déformations associées sont regroupés sous le terme de canal optique.
- Le signal lumineux déformé est enfin reçu par un photorécepteur (photodiode, caméra…) qui le convertit en courant électrique. Le signal électrique résultant est traité puis démodulé et décodé pour récupérer les données transmises.

Dans la pratique, les modules d'émission et de réception peuvent être équipés de dispositifs optiques (lentilles, miroirs, filtres…) permettant d'améliorer la qualité de la transmission de données. 

## Avantages du Li-Fi
Le Li-Fi présente des avantages qui proviennent d'une part de l'utilisation de la lumière et d'autre part de l'utilisation de LED :
- Le spectre de la lumière couvre une bande fréquentielle d'environ 300 THz. L'utilisation de cette bande est gratuite et n'est pas régulée. En comparaison, le spectre des fréquences radio qu'utilisent les techniques de communications par radio, comme le Wi-Fi ou la 3G/4G, est compris entre 8,3 kHz et 3 000 GHz[13]. Il est régulé par l'Union internationale des télécommunications et peut faire l'objet de redevances.
- La lumière n'interfère pas avec les fréquences radio ce qui assure la compatibilité du Li-Fi avec les techniques radio (Wi-Fi, 3G, 4G…).
- La lumière, contrairement aux ondes radio, ne peut passer au travers des murs ce qui permet d'assurer le cloisonnement des données de part et d'autre des murs. Mais cette caractéristique limite la portée du Li-Fi en intérieur.
- Une source lumineuse équipée de Li-Fi peut être utilisée pour éclairer et simultanément transmettre des informations.

## Limitations
Le Li-Fi contraint l’utilisateur à se trouver à proximité et en vue directe d’un luminaire en fonctionnement (plafonnier ou lampe de bureau par exemple). Un équipement Li-Fi ne peut capter le réseau lorsqu'il est dans la poche d'un vêtement.
Il offre une faible portée (quelques mètres seulement pour des communications bidirectionnelles) et est limité par les cloisons opaques telles que du mobilier ou des murs. De plus, les transmissions doivent cohabiter avec des interférences naturelles provenant de la lumière du soleil et d'autres sources lumineuses.
En 2018, un nombre restreint de produits Li-Fi est disponible.

## Standardisation
Une communication Li-Fi est réalisée selon le protocole de communication établi par le comité international IEEE 802 (réseaux locaux et métropolitains). Le protocole de standardisation 802.15.7 propre aux communications optiques à courtes distances a été défini par ce même comité. Ce dernier prend en considération les différentes sources d'interférences et vise à respecter les régulations sanitaires en vigueur.
Ce standard définit la couche PHY et la couche MAC à adopter afin de développer des solutions compatibles à l'échelle mondiale. Il tient également compte de la mobilité de la transmission optique, de sa compatibilité avec les éclairages artificiels présents dans l'infrastructure, des déficiences qui peuvent être causées par les interférences générées par l'éclairage ambiant. La couche MAC permet de réaliser la liaison avec les couches hautes plus communes comme celles utilisés dans les protocoles TCP/IP. Enfin, le standard se conforme à la réglementation en vigueur sur la sécurité oculaire des usagers[réf. nécessaire].
Le standard définit trois couches PHY selon les débits envisagés. La couche PHY I a été établie pour des applications en extérieur. PHY I opère de 11,67 kb/s à 266,6 kb/s. La couche PHY II permet d'atteindre des débits de 1,25 Mb/s à 96 Mb/s. La couche PHY III est appropriée lorsqu’on utilise plusieurs sources émettrices suivant une méthode de modulation particulière appelée Color-Shift Keying (CSK). PHY III opère de 12 Mb/s à 96 Mb/s.
Les formats de modulation préconisés pour PHY I et PHY II sont les codages on-off keying (OOK) et variable pulse-position modulation (VPPM). Le codage Manchester utilisé pour les couches PHY I et PHY II englobe l’horloge dans les données transmises en représentant un 0 logique par un symbole OOK de « 01 » et un 1 logique par un symbole OOK de « 10 » avec une composante continue. Ce point est important car la composante continue permet d’éviter l’extinction de la lumière lors d’une suite prolongée de 0 logiques.

## Gestion des interférences
La gestion des interférences est nécessaire, et elle peut être classée en deux catégories :
- Annulation d'interférence : Il s'agit de la classe des techniques qui visent à éliminer ou à réduire les interférences du signal reçu. Ce type de technique fonctionne à l'extrémité du récepteur et il est divisé en 4 catégories :
  - Pré-codage : Utilisé dans les liaisons descendantes, le principe est de créer artificiellement des canaux orthogonaux.
  - Blind Interference Alignment - BIA : Le concept consiste à maximiser le degré de liberté des utilisateurs du même canal.
  - Contrôle de la puissance : Deux méthodes sont proposées :
    - Successive Interference Cancellation - SIC : Cette technique permet de supprimer les interférences de manière récursive, en exploitant la dynamique des puissances reçues.
    - Non-Orthogonal Multiple Access - NOMA : C'est une technique qui permet à un groupe d'utilisateurs d'être servi au même moment et à la même fréquence, mais à un niveau de puissance différent.

  - Des méthodes spécialement adaptées : des méthodes de gestion ont été créés comme, par exemple, prendre en compte l'angle de la photodiode ou exploiter la propriété de polarisation de la lumière.

- Prévention des interférences : Elle se réfère à la classe des techniques qui fonctionnent au niveau de l'émetteur et évitent les interférences, cette classe comprend des techniques telles que : TDMA, OFDMA et Space-Division Multiple Access - SDMA.
  - SDMA : Il s'agit d'une méthode d'accès aux canaux qui, tout comme NOMA, permet à chaque utilisateur d'utiliser pleinement les blocs de temps et de fréquence disponibles. Pour ce faire, un émetteur à diversité d'angle est utilisé. Ce dernier émet de multiples faisceaux optiques étroits vers des utilisateurs séparés dans l'espace.

## Capacités de débit
Le débit maximal varie grandement en fonction de la technique utilisée par l’émetteur de lumière. Des débits de plusieurs gigabits par seconde ont été atteints avec des micro LED, et plusieurs centaines de gigabits par seconde avec des lasers. En pratique, à cause des contraintes matérielles ces débits sont bien inférieurs.
En 2015, le Li-Fi permet une liaison descendante de 10 Mb/s, et une liaison montante de 5 à 10 Mb/s.
En 2018, les produits grand public offrant les meilleures performances proposent des débits théoriques allant de 10 à 40 mégabits par seconde.

## Applications commerciales
Une première application commerciale peut être observée dans un supermarché d'Euralille, où les clients peuvent être géolocalisés au moyen de luminaires émettant en Li-Fi et de récepteurs portatifs, et guidés vers les promotions en cours.
En décembre 2015, la ville d'Issy-les-Moulineaux installe le Li-Fi au musée Français de la Carte à Jouer à l'occasion de l'exposition temporaire « La Belle boucle de la Seine ». Le visiteur emprunte une tablette équipée d'une clé Li-Fi pour accéder à un guide de visite exploitant cette technique,.
En 2016, Courbevoie est la première commune française à installer cette technique, au sein de Maison de la famille, structure dédiée à la famille et à la petite enfance. Cette démarche s'inscrit dans le cadre de la loi relative à la sobriété, à la transparence, à l'information et à la concertation en matière d'exposition aux ondes électromagnétiques (loi Abeille).
En 2021, Pure LiFi obtient un contrat de 4,2 millions de Dollars US pour déployer sa solution Kitefin pour l'armée Américaine en Afrique et Europe. La marque annonce sur son site web qu'il s'agit du plus grand déploiement de cette technique à ce jour